# File Bovrup
Il File Bovrup è una trascrizione parziale dell'elenco dei membri del Partito Nazionalsocialista dei Lavoratori di Danimarca (in danese: Danmarks Nationalsocialistiske Arbejderparti, DNSAP) redatta nel 1945  dai membri della resistenza danese e pubblicato nel 1946. La trascrizione prende il nome da Bovrup, la città natale del leader del DNSAP Frits Clausen che compilò l'elenco dei membri del DNSAP. La trascrizione è incompleta e comprende solo 22.795 voci, mentre l'elenco completo aveva 50.000 voci.
L'anno in cui fu pubblicato il file Bovrup, il tribunale di Copenaghen lo secretò lasciandone l'accesso solo agli storici.
Nel novembre 2018 un'associazione di genealogisti danesi pubblicò il sottoinsieme di 5.265 voci per i membri nati fino al 1908.

## Membri DNSAP di spicco trovati nel file Bovrup
| Nome                                 | Professione                                                                                                   | Iscrizione       | Numero |
| ------------------------------------ | --- | ---------------- | ------ |
| Aage H. Andersen                     | | 1934             |        |
| Christian Arhoff                     | Attore | 14 febbraio 1941 |        |
| Helge Bangsted                       | Giornalista                                                                                                   |                  |        |
| Harald Bergstedt                     | Giornalista                                                                                                   | 10 dicembre 1942 | 54184  |
| F. Bille-Brahe                       | Barone, assistente di banca                                                                                   | 22 marzo 1938    |        |
| Mogens Boisen                        | Tenente Capitano                                                                                              | 26 giugno 1940   |        |
| Folmer Bonnén                        | Pittore | 1 aprile 1940    |        |
| Margrethe Bonnén                     | Signora | giugno 1940      |        |
| J. J. Bregnø                         | Scultore | 28 agosto 1940   |        |
| Johannes Britze                      | Pittore |                  |        |
| Tage Bryld                           | Responsabile del servizio stampa                                                                              |                  | 17740  |
| Børge Bryld                          | Avvocato | 11 giugno 1938   | 17841  |
| H. C. Bryld                          | Procuratore distrettuale, direttore assicurativo                                                              | 11 giugno 1938   | 17655  |
| Harry Nyhave Christiansen            | Produttore, governatore di Funen                                                                              | 19 dicembre 1940 |        |
| Frits Clausen                        | Autista, dottore                                                                                              | 16 novembre 1930 | 2      |
| Eugen Danner                         | Giornalista                                                                                                   |                  |        |
| Olga Eggers                          | Autore | 1 giugno 1934    |        |
| Erik Wilhelm Grevenkop-Castenskiold  | Agente immobiliare, proprietario terriero                                                                     | 15 maggio 1934   |        |
| Jørgen Adolph Grevenkop-Castenskiold | Proprietario terriero, cacciatore di corte                                                                    | 17 giugno 1935   |        |
| Erling Hallas                        | Giornalista, segretario di partito                                                                            | 1934             |        |
| Carlis Hansen                        | Falegname |                  |        |
| Ib Nedermark Hansen                  | | 1936/37          |        |
| Gudmund Hentze                       | Pittore | 23 ottobre 1940  |        |
| Viggo Ingvorsen                      | Responsabile del magazzino                                                                                    | 15 ottobre 1940  |        |
| Børge Jacobsen                       | Giornalista                                                                                                   | 1942             |        |
| Hans Jensen                          | Tenente Capitano                                                                                              | 11 aprile 1940   |        |
| Sámal Joensen-Mikines                | Pittore | 1 agosto 1940    |        |
| Christian Junior                     | Giudice del tribunale cittadino                                                                               | agosto 1940      | 47610  |
| C. O. Jørgensen                      | Proprietario terriero                                                                                         |                  |        |
| Ejnar Jørgensen                      | | 16 novembre 1930 |        |
| Inger Kam                            | Madre di Søren Kam                                                                                            | 4 dicembre 1940  |        |
| Henning Karmark                      | Produttore cinematografico                                                                                    | agosto 1940      |        |
| Karl (Carl) Max Klitgaard            | Assicuratore                                                                                                  | 14 novembre 1934 |        |
| Christa Knuth                        | Contessa | 8 aprile 1935    |        |
| Frederik Marcus Knuth                | Governatore della contea, proprietario terriero, governatore di Lolland                                       | 22 aprile 1938   |        |
| Theofilus Larsen                     | Autista |                  |        |
| Cay Lembcke                          | Autista | 16 novembre 1930 | 1      |
| Axel Lind                            | Pittore | 31 gennaio 1941  |        |
| Erik Lærum                           | Capitano | giugno 1940      |        |
| Anders Malling                       | Parroco | 1933             |        |
| Knud Børge Martinsen                 | Tenente Capitano                                                                                              | 26 giugno 1940   |        |
| Carl Viggo Meincke                   | Compositore                                                                                                   | 14 ottobre 1940  |        |
| C. A. Meinecke                       | Produttore |                  |        |
| Niels Meyn                           | Giornalista                                                                                                   | 1940             |        |
| Kai Henning Bothildsen Nielsen       | | 1938             |        |
| Knud Nielsen                         | |                  |        |
| Poul Nordahl-Petersen                | Giornalista                                                                                                   |                  |        |
| Aage Nordahl-Petersen                | Giornalista                                                                                                   |                  |        |
| Knud Nordentoft                      | Autore | 1941             |        |
| Jakob Bech Nygaard                   | Autore | 1942             |        |
| Orla Olsen                           | Leader laburista nel Partito nazionalsocialista dei lavoratori danese e gauleiter per i nazisti di Copenaghen |                  |        |
| E. Bach Petersen                     | Editore di Dansk Front                                                                                        |                  |        |
| Gert Petersen                        | Studente | 1940             |        |
| Tage Petersen                        | Tenente | ottobre 1940     |        |
| Wilfred Petersen                     | Capo del dipartimento di Copenaghen                                                                           |                  |        |
| Eiler Pontoppidan                    | Procuratore distrettuale                                                                                      | 7 febbraio 1938  |        |
| Carl Popp-Madsen                     | Docente |                  |        |
| Oluf Nyrup Rasmussen                 | Padre del futuro primo ministro Poul Nyrup Rasmussen                                                          |                  |        |
| Poul C. Rasmussen                    | Direttore della cooperativa di credito                                                                        |                  |        |
| Sven Salicath                        | Insegnante di lingue                                                                                          |                  |        |
| Christian Frederik von Schalburg     | SS-Sturmbannführer                                                                                            | 1938             |        |
| Helga Schalburg                      | Signora |                  |        |
| Heinrich Carl Schimmelmann           | Proprietario terriero                                                                                         |                  |        |
| Svend Schjødt-Eriksen                | Tenente | 28 giugno 1940   |        |
| Jørgen Schleimann                    | Studente | 1941             |        |
| Jørgen Sehested                      | Proprietario di una casa familiare, cacciatore di corte                                                       | giugno 1940      |        |
| Simon Spies                          | Trasportatore                                                                                                 | 5 febbraio 1942  |        |
| Franz Erik Toft                      | Interprete, guardia                                                                                           | 12 aprile 1943   |        |
| Vilhelm Wanscher                     | Professore | 1942             |        |
| Svend Kofoed Wodschow                | Capitano di guerra                                                                                            |                  | 7485   |
| Elna Ørnberg                         | Ballerino | 7 marzo 1937     |        |
| Leif Ørnberg                         | Ballerino | 3 ottobre 1936   |        |